# 1972年太平洋颱風季
| 太平洋颱風季             |
| 主題頁 - 專題 - 編輯指南 |

1972年太平洋颱風季泛指在1972年全年內的任何時間，於赤道以北及國際換日線以西的太平洋水域，以及南中國海所產生的熱帶氣旋。雖然有關方面並沒有設下本颱風季的指定期限，但大部份於西北太平洋的熱帶氣旋通常都會於五月至十二月期間形成。本季第一個被命名的風暴Kit 則在1月5日被聯合颱風警報中心升為熱帶風暴。
本條目的範圍僅侷限於赤道以北及國際換日線以西的太平洋及南海的水域。於赤道以北及國際換日線以東的太平洋水域產生的風暴則被稱為颶風，並被列入1972年太平洋颶風季。在西太平洋產生的熱帶風暴是由聯合颱風警報中心命名，國際編號為72xx。而凡進入或產生於菲律賓風暴責任範圍以內的熱帶低氣壓，菲律賓大氣地球物理和天文服務管理局（PAGASA）都會為它們訂立一個菲律賓名稱，作當地警報用途；因此同一個風暴有時候會有兩個不同的名稱。
以下各熱帶氣旋資訊以熱帶氣旋存在期間的最強形態為準。

## 已被國際命名的熱帶氣旋

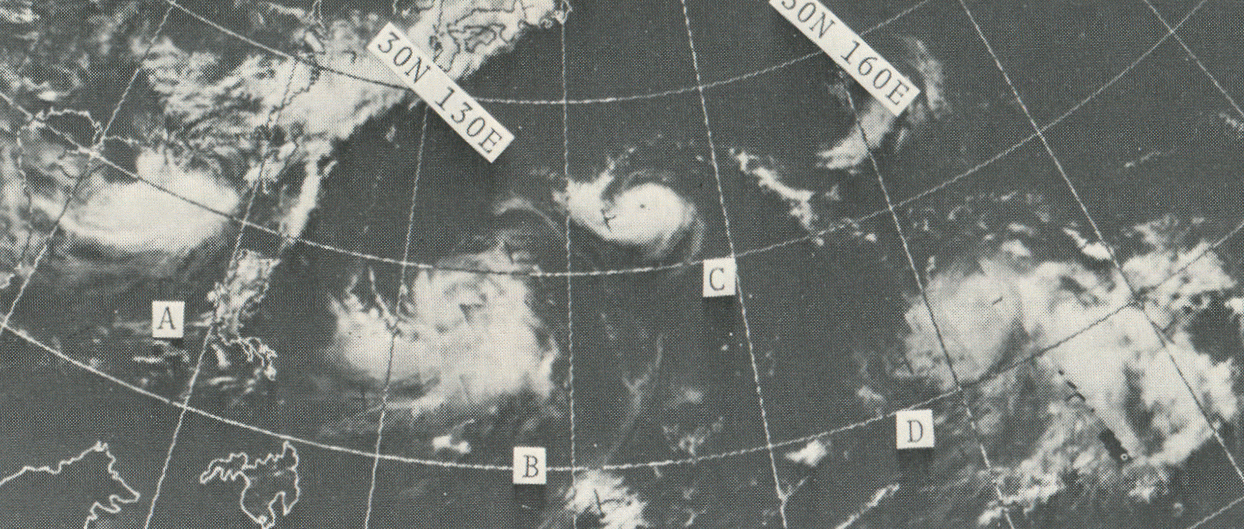
ESSA 9氣象衛星於1972年7月13日拍攝圖像，顯示了西北太平洋上四個同時出現的熱帶氣旋，左起為蘇珊(A)、麗妲(B)、菲利斯(C)和戴絲(D)。

在1972年，有33個熱帶低氣壓形成，其中31個成為了熱帶風暴。22個成為了颱風。2個更成為了超級颱風。

### 颱風吉蒂 (Kit)
PAGASA:Asiang

### 颱風奧娜 (Ora)
PAGASA:Konsing

### 颱風麗妲 (Rita)
PAGASA:Gloring
颱風麗塔是1972年太平洋颱風季中的最強熱帶氣旋，也是自有氣象記錄以來唯一一個正面登陸天津、吹袭北京的熱帶氣旋，影响时为热带风暴强度。丽塔同時還是西北太平洋維持時間最長的熱帶氣旋，也是少有的先后和三个热带气旋发生过双台风效应的热带气旋。

### 颱風蘇珊 (Susan)
PAGASA:Edeng
由於颱風蘇珊和颱風麗塔發生藤原效應，導致颱風蘇珊路徑出現多次大幅轉折，並導致香港天文台三次懸掛三號風球。

### 颱風比蒂 (Betty)
PAGASA:Maring

### 颱風霍蘿茜 (Flossie)
PAGASA:Nitang
此颱風在孟加拉灣再次成為熱帶氣旋。

### 熱帶風暴嘉麗絲 (Grace)
PAGASA:Osang

### 颱風海倫 (Helen)
PAGASA:Paring
9月初，有一個熱帶擾動在北馬里亞納群島附近的一道近赤道槽發展。9月11日，日本氣象廳將它升格為熱帶低氣壓。最初該系統向西南移動，不久後便轉向西北沿高壓脊移動。9月13日，聯合颱風警報中心開始為它進行監測，把其升格為熱帶風暴，並命名為海倫。翌日，海倫增強為颱風，和轉向北移動，後來受到一道位於東海、增強中的低壓槽所影響，再轉向東北偏北加快移動。
9月16日下午，聯合颱風警報中心把其升格為三級颱風。同日較後時間，海倫在日本和歌山縣西牟婁郡串本町（今東牟婁郡串本町）附近登陸。海倫其後穿過本州，威力減弱，在移到北海道附近海域時速度突然減慢，並且在該處逆時針緩慢繞行一圈。9月19日，海倫與附近一個高空氣旋合併，及轉化為溫帶氣旋。其殘餘經過北海道南部，最終於9月21日在北海道以東海域消散。

### 颱風柏美娜 (Pamela)
PAGASA:Toyang
颱風柏美娜在十一月令香港懸掛七號風球（八號東北）及八號風球（八號東南）。

### 颱風娣妮絲 (Therese)
PAGASA:Undang

## 未被國際命名的熱帶氣旋
除了被命名的熱帶氣旋外，還有一些沒被命名的熱帶低氣壓的熱帶氣旋。以下列出那些熱帶氣旋的資料。

### 熱帶低氣壓
PAGASA:Biring
PAGASA:Didang
PAGASA:Lusing
PAGASA:Reming

## 熱帶氣旋名單
| - Agnes - Bess - Carmen - Della - Elaine - Faye - Gloria - Hester - Irma - Judy - Kit 1W - Lola 3W - Mamie 4W - Nina 5W - Ora 6W - Phyllis 7W - Rita 8W - Susan 9W - Tess 10W - Viola 11W - Winnie 12W | - Alice 13W - Betty 14W - Cora 15W - Doris 16W - Elsie 17W - Flossie 18W - Grace 19W - Helen 20W - Ida 22W - June 23C - Kathy 24W - Lorna 25W - Marie 26W - Nancy 27W - Olga 28W - Pamela 29W - Ruby 30C - Sally 31W - Therese 32W - Violet 33W - Wilda | - Anita - Billie - Clara - Dot - Ellen - Fran - Georgia - Hope - Iris - Joan - Kate - Louise - Marge - Nora - Opal - Patsy - Ruth - Sarah - Thelma - Vera - Wanda | - Amy - Babe - Carla - Dinah - Emma - Freda - Gilda - Harriet - Ivy - Jean - Kim - Lucy - Mary - Nadine - Olive - Polly - Rose - Shirley - Trix - Virginia - Wendy |

由於在1980年前，中太平洋產生的熱帶氣旋會使用西太平洋的風暴名單命名，故本年在中太平洋形成的熱帶風暴琴茵和颱風露比使用了以上的風暴名單。

### 菲律賓熱帶氣旋命名法
菲律賓大氣地理天文部門 (PAGASA) 使用自己一套命名法，作於該國風暴責任範圍內的熱帶氣旋命名之用。與日本氣象廳不同，只要該熱帶氣旋會很間接地吹襲菲律賓或會影響周邊國家的話（不論強度高低），就會使用以下之熱帶氣旋名字。名單每四年循環再用，因此本年名單與1968年太平洋颱風季的名單相同黑體字表示今年已經使用過。
| - Asiang 7201 - Biring - Konsing 7205 - Didang - Edeng | - Gloring - Huaning - Isang - Lusing - Maring | - Nitang - Osang - Paring - Reming - Seniang | - Toyang - Undang - Welpring（未用） - Yoning（未用） - Aring（未用） | - Basiang（未用） - Kayang（未用） - Dorang（未用） - Enang（未用） - Grasing（未用） |